# Spaniens Grand Prix 2004
Spaniens Grand Prix 2004 var det femte av 18 lopp ingående i Formel 1-VM 2004.

## Rapport
Michael Schumacher i Ferrari tog här sin fjärde pole position för säsongen.  Juan Pablo Montoya i Williams som gjorde ett starkt kval, tog den andra startrutan med sin på papperet chanslösa bil. Takuma Sato i BAR överraskade än mer efter en halvknackig säsongsinledning och tog den tredje griddplatsen före Jarno Trulli i Renault. Rubens Barrichello i Ferrari, som inte alls hängde med i kvalet, stod femma före Ralf Schumacher i Williams. 
Olivier Panis i Toyota placerade sig på en fin sjundeplats bredvid hemmafavoriten Fernando Alonso i Renault i fjärde ledet. Mark Webber i Jaguar och David Coulthard i McLaren kvalade in som nia respektive tia. 
Jenson Button i BAR, som imponerat stort på träningarna före loppet, var efter succén på Imolabanan favorit till pole position, men han förivrade sig på banans andra sektor, vilket resulterade i att han fick starta från fjortonde plats. 
Starten blev intressant när Trulli var snabbast och först in i första kurvan före Michael Schumacher och Sato, som gjorde en betydligt bättre start än Montoya. Trulli hade sedan ledningen ända fram till sitt första depåstopp, som skedde ungefär vid det nionde varvet. Detta gjorde det möjligt för Michael Schumacher att stanna ute ett par varv extra för att, sin vana trogen, kunna passera i samband med sitt eget depåstopp.
Barrichello såg långsam ut i starten, men det visade sig att stallet ändrat hans strategi till att göra två depåstopp, till skillnad från de flesta andras tre. Barrichello kunde därför passera Trulli, Sato och Montoya och placera sig bakom sin stallkompis Michael Schumacher, och den ställningen skulle hålla sig in i mål. Trulli, som hade ledningen i början, avslutade tävlingen bra och kom trea, strax före Alonso, som med en bra strategi återigen gjorde en bra avslutning. Sato räckte inte riktigt till i racet och slutade på en femteplats. 
Montoya såg länge ut att ta en poängplats, men efter att hans bromsar havererat på varv 46, var loppet över för hans del. Ralf Schumacher tog sjätteplatsen, och försvarade därmed Williams färger. Giancarlo Fisichella i Sauber gjorde också bara två depåstopp, vilket resulterade i en sjundeplats och två poäng, hans första för säsongen. Button kom efter kvalmissen på åttonde plats och fick en poäng.

## Resultat
1. Michael Schumacher, Ferrari, 10 poäng
2. Rubens Barrichello, Ferrari, 8
3. Jarno Trulli, Renault, 6
4. Fernando Alonso, Renault, 5
5. Takuma Sato,  BAR-Honda, 4
6. Ralf Schumacher, Williams-BMW, 3
7. Giancarlo Fisichella, Sauber-Petronas, 2
8. Jenson Button, BAR-Honda, 1
9. Felipe Massa, Sauber-Petronas
10. David Coulthard, McLaren-Mercedes
11. Kimi Räikkönen, McLaren-Mercedes
12. Mark Webber, Jaguar-Cosworth
13. Cristiano da Matta, Toyota

### Förare som bröt loppet
- Giorgio Pantano, Jordan-Ford (varv 51, styrservo)
- Juan Pablo Montoya, Williams-BMW (46, bromsar)
- Christian Klien, Jaguar-Cosworth (43, gasspjäll)
- Olivier Panis, Toyota (33, hydraulik)
- Nick Heidfeld, Jordan-Ford (33, hydraulik)
- Gianmaria Bruni, Minardi-Cosworth (31, snurrade av)
- Zsolt Baumgartner, Minardi-Cosworth (17, snurrade av)